# Séno Palel
Séno Palel est un village du Sénégal situé dans le Fouta-Toro, non loin du fleuve Sénégal et de la frontière avec la Mauritanie. Il fait partie du département de Kanel et de la région de Matam.
Lors du dernier recensement, la localité comptait 4 320 personnes et 437 ménages.